# Kvalifikace na Mistrovství Evropy ve fotbale 2016 – skupina I
Skupina I kvalifikace na Mistrovství Evropy ve fotbale 2016 byla jednou z 9 kvalifikačních skupin na tento šampionát. Postup na závěrečný turnaj si zajistily první dva týmy skupiny a to Portugalsko a Albánie. Týmy ze třetích míst všech skupin byly seřazeny do žebříčku a nejlepší tým tohoto žebříčku postoupil také přímo. Zbylých osm týmů na třetích místech hrálo baráž, z této skupiny to bylo Dánsko.

## Tabulka
| Legenda                                                                         |
| ------------------------------------------------------------------------------- |
| Vítěz skupiny a druhý v pořadí postupující přímo na šampionát                   |
| Třetí tým v pořadí hrál baráž o postup na šampionát                             |
| V křížové tabulce vpravo je domácí tým v levém sloupci, hostující v horní řadě. |
| Vítěz zápasu je zvýrazněn tučně.                                                |

| Tým         | Z | V | R | P | VG | IG | +/- | B  |
| ----------- | - | - | - | - | -- | -- | --- | -- |
| Portugalsko | 8 | 7 | 0 | 1 | 11 | 5  | +6  | 21 |
| Albánie     | 8 | 4 | 2 | 2 | 10 | 5  | +5  | 14 |
| Dánsko      | 8 | 3 | 3 | 2 | 8  | 5  | +3  | 12 |
| Srbsko      | 8 | 2 | 1 | 5 | 8  | 13 | −5  | 4* |
| Arménie     | 8 | 0 | 2 | 6 | 5  | 14 | −9  | 2  |

|             | Portugalsko | Albánie | Dánsko | Srbsko | Arménie |
| ----------- | ----------- | ------- | ------ | ------ | ------- |
| Portugalsko | —           | 0:1     | 1:0    | 2:1    | 1:0     |
| Albánie     | 0:1         | —       | 1:1    | 0:2    | 2:1     |
| Dánsko      | 0:1         | 0:0     | —      | 2:0    | 2:1     |
| Srbsko      | 1:2         | 0:3*    | 1:3    | —      | 2:0     |
| Arménie     | 2:3         | 0:3     | 0:0    | 1:1    | —       |

## Zápasy
Všechny časy zápasů jsou v SEČ nebo SELČ.
| 7. září 2014 18:00          |        |                |                                                                   |
| Dánsko                      | 2 : 1  | Arménie        | Parken, Kodaň diváci: 20 141 rozhodčí: Alexandru Tudor (Rumunsko) |
| Højbjerg 65' Kahlenberg 80' | Zpráva | Mchitarjan 50' | Parken, Kodaň diváci: 20 141 rozhodčí: Alexandru Tudor (Rumunsko) |

| 7. září 2014 20:45 |        |           |                                                                           |
| Portugalsko        | 0 : 1  | Albánie   | Estádio Municipal, Aveiro diváci: 23 205 rozhodčí: Ruddy Buquet (Francie) |
|                    | Zpráva | Balaj 52' | Estádio Municipal, Aveiro diváci: 23 205 rozhodčí: Ruddy Buquet (Francie) |

| 11. října 2014 18:00 |        |              |                                                                                                |
| Arménie              | 1 : 1  | Srbsko       | Stadion republiky Vazgena Sargsjana, Jerevan diváci: 7 500 rozhodčí: Tom Harald Hagen (Norsko) |
| Arzumanjan 73'       | Zpráva | Z. Tošić 89' | Stadion republiky Vazgena Sargsjana, Jerevan diváci: 7 500 rozhodčí: Tom Harald Hagen (Norsko) |

| 11. října 2014 20:45 |        |          |                                                                          |
| Albánie              | 1 : 1  | Dánsko   | Elbasan Arena, Elbasan diváci: 12 800 rozhodčí: Viktor Kassai (Maďarsko) |
| Lenjani 38'          | Zpráva | Vibe 81' | Elbasan Arena, Elbasan diváci: 12 800 rozhodčí: Viktor Kassai (Maďarsko) |

| 14. října 2014 20:45 |        |               |                                                              |
| Dánsko               | 0 : 1  | Portugalsko   | Parken, Kodaň diváci: 36 562 rozhodčí: Felix Brych (Německo) |
|                      | Zpráva | Ronaldo 90+5' | Parken, Kodaň diváci: 36 562 rozhodčí: Felix Brych (Německo) |

| 14. října 2014 20:45 |                  |         |                                                                               |
| Srbsko               | 0 : 3 kontumačně | Albánie | Stadion Partizana, Bělehrad diváci: 25 200 rozhodčí: Martin Atkinson (Anglie) |
|                      | Zpráva           |         | Stadion Partizana, Bělehrad diváci: 25 200 rozhodčí: Martin Atkinson (Anglie) |

| 14. listopadu 2014 20:45 |        |         |                                                                                        |
| Portugalsko              | 1 : 0  | Arménie | Estádio Algarve, Faro / Loulé diváci: 21 042 rozhodčí: Anastasios Sidiropoulos (Řecko) |
| Ronaldo 72'              | Zpráva |         | Estádio Algarve, Faro / Loulé diváci: 21 042 rozhodčí: Anastasios Sidiropoulos (Řecko) |

| 14. listopadu 2014 20:45 |        |                            |                                                                        |
| Srbsko                   | 1 : 3  | Dánsko                     | Stadion Partizana, Bělehrad diváci: 0 rozhodčí: Cüneyt Çakır (Turecko) |
| Z. Tošić 4'              | Zpráva | Bendtner 60', 85' Kjær 62' | Stadion Partizana, Bělehrad diváci: 0 rozhodčí: Cüneyt Çakır (Turecko) |

| 29. března 2015 18:00 |        |                 |                                                                                      |
| Albánie               | 2 : 1  | Arménie         | Elbasan Arena, Elbasan diváci: 12 300 rozhodčí: David Fernández Borbalán (Španělsko) |
| Mavraj 77' Gashi 81'  | Zpráva | Mavraj 4' (vl.) | Elbasan Arena, Elbasan diváci: 12 300 rozhodčí: David Fernández Borbalán (Španělsko) |

| 29. března 2015 20:45     |        |           |                                                                           |
| Portugalsko               | 2 : 1  | Srbsko    | Estádio da Luz, Lisabon diváci: 58 430 rozhodčí: Gianluca Rocchi (Itálie) |
| Carvalho 10' Coentrão 63' | Zpráva | Matić 61' | Estádio da Luz, Lisabon diváci: 58 430 rozhodčí: Gianluca Rocchi (Itálie) |

| 13. června 2015 18:00   |        |                              |                                                                                                  |
| Arménie                 | 2 : 3  | Portugalsko                  | Stadion republiky Vazgena Sargsjana, Jerevan diváci: 15 000 rozhodčí: Björn Kuipers (Nizozemsko) |
| Pizzelli 14' Mkojan 72' | Zpráva | Ronaldo 29' (pen.), 55', 58' | Stadion republiky Vazgena Sargsjana, Jerevan diváci: 15 000 rozhodčí: Björn Kuipers (Nizozemsko) |

| 13. června 2015 20:45         |        |        |                                                                |
| Dánsko                        | 2 : 0  | Srbsko | Parken, Kodaň diváci: 30 887 rozhodčí: Serge Gumienny (Belgie) |
| Y. Poulsen 13' J. Poulsen 87' | Zpráva |        | Parken, Kodaň diváci: 30 887 rozhodčí: Serge Gumienny (Belgie) |

| 4. září 2015 20:45 |        |         |                                                                |
| Dánsko             | 0 : 0  | Albánie | Parken, Kodaň diváci: 35 648 rozhodčí: Willie Collum (Skotsko) |
|                    | Zpráva |         | Parken, Kodaň diváci: 35 648 rozhodčí: Willie Collum (Skotsko) |

| 4. září 2015 20:45               |        |         |                                                                            |
| Srbsko                           | 2 : 0  | Arménie | Stadion Karađorđe, Novi Sad diváci: 150 rozhodčí: Miroslav Zelinka (Česko) |
| Hajrapetjan 22' (vl.) Ljajić 53' | Zpráva |         | Stadion Karađorđe, Novi Sad diváci: 150 rozhodčí: Miroslav Zelinka (Česko) |

| 7. září 2015 18:00 |        |        |                                                                                                 |
| Arménie            | 0 : 0  | Dánsko | Stadion republiky Vazgena Sargsjana, Jerevan diváci: 7 500 rozhodčí: Svein Oddvar Moen (Norsko) |
|                    | Zpráva |        | Stadion republiky Vazgena Sargsjana, Jerevan diváci: 7 500 rozhodčí: Svein Oddvar Moen (Norsko) |

| 7. září 2015 20:45 |        |              |                                                                          |
| Albánie            | 0 : 1  | Portugalsko  | Elbasan Arena, Elbasan diváci: 12 121 rozhodčí: Jonas Eriksson (Švédsko) |
|                    | Zpráva | Veloso 90+2' | Elbasan Arena, Elbasan diváci: 12 121 rozhodčí: Jonas Eriksson (Švédsko) |

| 8. října 2015 20:45 |        |                            |                                                                              |
| Albánie             | 0 : 2  | Srbsko                     | Loro Boriçi Stadium, Skadar diváci: 12 330 rozhodčí: Nicola Rizzoli (Itálie) |
|                     | Zpráva | Kolarov 90+1' Ljajić 90+4' | Loro Boriçi Stadium, Skadar diváci: 12 330 rozhodčí: Nicola Rizzoli (Itálie) |

| 8. října 2015 20:45 |        |        |                                                                                      |
| Portugalsko         | 1 : 0  | Dánsko | Estádio Municipal de Braga, Braga diváci: 29 860 rozhodčí: Mark Clattenburg (Anglie) |
| Moutinho 66'        | Zpráva |        | Estádio Municipal de Braga, Braga diváci: 29 860 rozhodčí: Mark Clattenburg (Anglie) |

| 11. října 2015 18:00 |        |                                               |                                                                                                |
| Arménie              | 0 : 3  | Albánie                                       | Stadion republiky Vazgena Sargsjana, Jerevan diváci: 4 700 rozhodčí: Szymon Marciniak (Polsko) |
|                      | Zpráva | Hovhannisjan 9' (vl.) Djimsiti 23' Sadiku 76' | Stadion republiky Vazgena Sargsjana, Jerevan diváci: 4 700 rozhodčí: Szymon Marciniak (Polsko) |

| 11. října 2015 18:00 |        |                      |                                                                                              |
| Srbsko               | 1 : 2  | Portugalsko          | Stadion Crvena Zvezda, Bělehrad diváci: 7 485 rozhodčí: David Fernández Borbalán (Španělsko) |
| Z. Tošić 65'         | Zpráva | Nani 5' Moutinho 78' | Stadion Crvena Zvezda, Bělehrad diváci: 7 485 rozhodčí: David Fernández Borbalán (Španělsko) |

## Přátelská utkání
Francie jakožto pořádající země šampionátu měla účast zajištěnou, proto se spojila s pěti týmy ze skupiny I a hrála proti nim přátelská utkání. Tyto přátelské zápasy se nezapočítávaly do pořadí v kvalifikační skupině.
| 7. září 2014 20:45 |        |           |                                                                               |
| Srbsko             | 1 : 1  | Francie   | Stadion Partizana, Bělehrad diváci: 12 000 rozhodčí: Wolfgang Stark (Německo) |
| Kolarov 80'        | Zpráva | Pogba 13' | Stadion Partizana, Bělehrad diváci: 12 000 rozhodčí: Wolfgang Stark (Německo) |

| 11. října 2014 20:45 |        |                     |                                                                                 |
| Francie              | 2 : 1  | Portugalsko         | Stade de France, Saint-Denis diváci: 79 000 rozhodčí: Szymon Marciniak (Polsko) |
| Benzema 3' Pogba 69' | Zpráva | Quaresma 77' (pen.) | Stade de France, Saint-Denis diváci: 79 000 rozhodčí: Szymon Marciniak (Polsko) |

| 14. října 2014 18:00 |        |                                         | |
| Arménie              | 0 : 3  | Francie                                 | Stadion republiky Vazgena Sargsjana, Jerevan diváci: 6 000 rozhodčí: István Kovács (rozhodčí) (Rumunsko) |
|                      | Zpráva | Rémy 7' Gignac 55' (pen.) Griezmann 84' | Stadion republiky Vazgena Sargsjana, Jerevan diváci: 6 000 rozhodčí: István Kovács (rozhodčí) (Rumunsko) |

| 14. listopadu 2014 20:45 |        |            |                                                                        |
| Francie                  | 1 : 1  | Albánie    | Roazhon Park, Rennes diváci: 26 000 rozhodčí: Miroslav Zelinka (Česko) |
| Griezmann 73'            | Zpráva | Mavraj 40' | Roazhon Park, Rennes diváci: 26 000 rozhodčí: Miroslav Zelinka (Česko) |

| 29. března 2015 20:45    |        |        |                                                                                           |
| Francie                  | 2 : 0  | Dánsko | Stade Geoffroy-Guichard, Saint-Étienne diváci: 35 000 rozhodčí: Ivan Kružliak (Slovensko) |
| Lacazette 14' Giroud 38' | Zpráva |        | Stade Geoffroy-Guichard, Saint-Étienne diváci: 35 000 rozhodčí: Ivan Kružliak (Slovensko) |

| 13. června 2015 20:45 |        |         |                                                                         |
| Albánie               | 1 : 0  | Francie | Elbasan Arena, Elbasan diváci: 13 000 rozhodčí: Halis Özkahya (Turecko) |
| Kaçe 43'              | Zpráva |         | Elbasan Arena, Elbasan diváci: 13 000 rozhodčí: Halis Özkahya (Turecko) |

| 4. září 2015 20:45 |        |              |                                                                                     |
| Portugalsko        | 0 : 1  | Francie      | Estádio José Alvalade, Lisabon diváci: 39 853 rozhodčí: Danny Makkelie (Nizozemsko) |
|                    | Zpráva | Valbuena 85' | Estádio José Alvalade, Lisabon diváci: 39 853 rozhodčí: Danny Makkelie (Nizozemsko) |

| 7. září 2015 20:45 |        |                 |                                                                       |
| Francie            | 2 : 1  | Srbsko          | Matmut Atlantique, Bordeaux rozhodčí: Artur Soares Dias (Portugalsko) |
| Matuidi 9', 25'    | Zpráva | A. Mitrović 39' | Matmut Atlantique, Bordeaux rozhodčí: Artur Soares Dias (Portugalsko) |

| 8. října 2015 20:45                       |        |         |                                                           |
| Francie                                   | 4 : 0  | Arménie | Allianz Riviera, Nice rozhodčí: Slavko Vinčić (Slovinsko) |
| Griezmann 35' Cabaye 55' Benzema 78', 79' | Zpráva |         | Allianz Riviera, Nice rozhodčí: Slavko Vinčić (Slovinsko) |

| 11. října 2015 20:45 |        |               |                                                  |
| Dánsko               | 1 : 2  | Francie       | Parken, Kodaň rozhodčí: Jonas Eriksson (Švédsko) |
| Sviatchenko 90+1'    | Zpráva | Giroud 4', 6' | Parken, Kodaň rozhodčí: Jonas Eriksson (Švédsko) |

## Statistiky

### Střelci
Přehled střelců skupiny I.
5 gólů
- Cristiano Ronaldo

3 góly
- Zoran Tošić

2 góly
- Nicklas Bendtner
- João Moutinho
- Adem Ljajić

1 gól
- Bekim Balaj
- Berat Djimsiti
- Shkëlzen Gashi
- Ermir Lenjani
- Mërgim Mavraj
- Armando Sadiku
- Robert Arzumanjan
- Henrich Mchitarjan
- Hrajr Mkojan
- Marcos Pizzelli
- Pierre Højbjerg
- Thomas Kahlenberg
- Simon Kjær
- Jakob Poulsen
- Yussuf Poulsen
- Lasse Vibe
- Ricardo Carvalho
- Fábio Coentrão
- Nani
- Miguel Veloso
- Aleksandar Kolarov
- Nemanja Matić

Vlastní branka

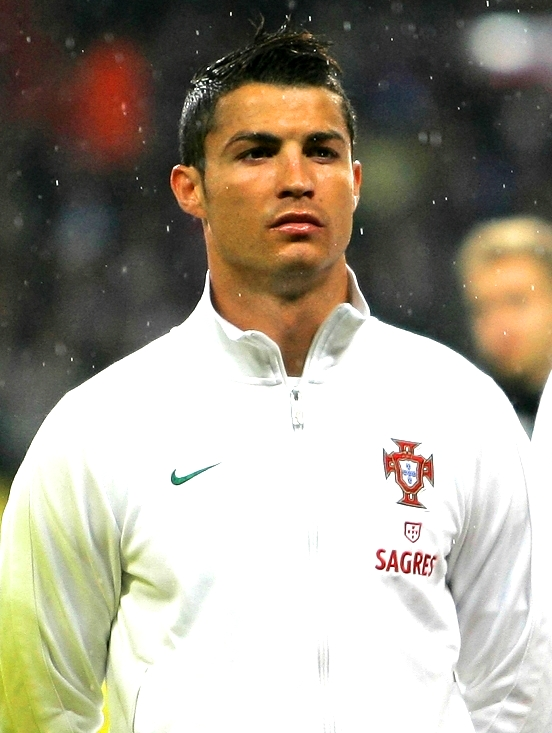
Portugalec Cristiano Ronaldo se stal s 5 trefami nejlepším střelcem skupiny

- Mërgim Mavraj (proti Arménii)
- Levon Hajrapetjan (proti Srbsku)
- Kamo Hovhannisjan (proti Albánii)

### Asistence
Přehled asistentů skupiny I.
3 asistence
- Nicklas Bendtner

2 asistence
- Odise Roshi
- Ricardo Quaresma
- Aleksandar Kolarov

1 asistence
- Shkelzen Gashi
- Ermir Lenjani
- Ledian Memushaj
- Taulant Xhaka
- Gevorg Kazarjan
- Henrich Mchitarjan
- Taron Voskanjan
- Nicolai Boilesen
- Christian Eriksen
- Michael Krohn-Dehli
- Bruno Alves
- Fábio Coentrão
- Danny
- Eliseu
- João Moutinho
- Nani
- Nemanja Gudelj
- Adem Ljajić
- Radosav Petrović
- Dušan Tadić
- Andrija Živković

## Absence hráčů
Následující hráči nemohli v důsledku trestu nastoupit v některém z utkání kvalifikace.
| Tým         | Hráč               | Přestupek                                                                                             | Délka trestu                                 |
| ----------- | ------------------ | --- | -------------------------------------------- |
| Albánie     | Ansi Agolli        | nahromadění žlutých karet proti: Srbsku (14. října 2014) Dánsku (4. září 2015) Srbsku (8. října 2015) | 1 utkání proti Arménii (11. října 2015)      |
| Arménie     | Ohanes Ambarcumjan | vyloučení po druhé žluté kartě proti Albánii (29. března 2015)                                        | 1 utkání proti Portugalsku (13. června 2015) |
| Portugalsko | Tiago Mendes       | vyloučení po druhé žluté kartě proti Arménii (13. června 2015)                                        | 1 utkání proti Albánii (7. září 2015)        |